# 短轴莠竹
短轴莠竹（学名：[Microstegium glaberrimum] 错误：{{Lang}}：文本有斜体标记（帮助））为禾本科莠竹属下的一个种。

## 扩展阅读
維基物種上的相關：短轴莠竹